# José Bódalo
José Bódalo Zuffoli (Córdoba, Argentina, 24 de marzo de 1916-Madrid, 24 de julio de 1985) fue un actor español, uno de los más representativos del teatro, la televisión y el cine español desde la década de 1950.

## Biografía
Fue hijo de la actriz hispano-italiana Eugenia Zuffoli y del tenor cómico José Bódalo. Su nacimiento en Argentina coincidió con una gira artística de su familia, pero pronto se traslada a Madrid, donde inicia estudios de Medicina.
Tras la guerra civil española, emigra con su familia a Venezuela, donde debuta en la radio, trabajando como locutor y actor para Radio Caracas e iniciándose también en el fútbol profesional.
En 1940 realiza su primera representación teatral, junto a la compañía de sus padres, en la obra Madres frente a la guerra, con la que recorre varios países de Hispanoamérica.
En 1947 regresa a España y comienza a interpretar La enemiga en teatro y realiza su primera película Alhucemas, de José López Rubio.
En los siguientes años se consolida como uno de los más destacados intérpretes en el panorama artístico español, tanto en cine como en teatro y televisión. Destacan las continuas temporadas dramáticas en el teatro María Guerrero de Madrid, estrenando obras del primer plano de la actualidad de la capital.
Falleció en Madrid el 24 de julio de 1985 a los 69 años de edad aunque según su esquela murió con 67. La muerte se produjo en la Clínica Ruber como consecuencia de una prolongada enfermedad de origen neoplásico.

## Trayectoria profesional

### Teatro
Tras su regreso a España, fue contratado como galán en la compañía de Tina Gascó y más tarde pasó a la de Amparo Rivelles.
En 1961 ingresa en la Compañía del Teatro Nacional María Guerrero y en 1965 se convierte en su primer actor, bajo la dirección de José Luis Alonso. A lo largo de los años logró importantes críticas teatrales, entre otros, por interpretaciones como las de Una mujer cualquiera (1952), de Miguel Mihura, La guerra empieza en Cuba (1955) y La vida privada de mamá (1956), ambas de Víctor Ruiz Iriarte, Las cartas boca abajo (1957), de Antonio Buero Vallejo, El jardín de los cerezos (1960), de Chejov, El rinoceronte (1961), de Ionesco, Eloísa está debajo de un almendro (1961), de Jardiel Poncela, Cerca de las estrellas (1961) de Ricardo López Aranda, Los caciques (1962), de Carlos Arniches, La loca de Chaillot (1962), de Jean Giraudoux, Soledad (1962), de Miguel de Unamuno, Juana de Lorena (1962) de Maxwell Anderson,  El jardín de los cerezos (1963), de Chejov, Los verdes campos del Edén (1963), de Antonio Gala, El proceso del Arzobispo de Carranza (1964), de Joaquín Calvo Sotelo, Noches de San Juan (1965) de Ricardo López Aranda,  Viuda ella, viudo él (1968), de Alfonso Paso, Romance de lobos (1970) de Valle-Inclán, El sueño de la razón (1970), de Buero Vallejo, * El círculo de tiza caucasiano (1971), de Bertolt Brecht, Dulcinea (1972), de Gaston Baty, Misericordia (1972), de Benito Pérez Galdós, Las tres hermanas (1973), de Anton Chejov, Anillos para una dama (1973), de Antonio Gala, Bodas que fueron famosas del Pingajo y la Fandanga (1978), de José María Rodríguez Méndez, La gata sobre el tejado de zinc (1979), de Tennessee Williams, Panorama desde el puente (1980), de Arthur Miller, El pato silvestre (1982), de Ibsen y Tres sombreros de copa (1983), de Mihura.

### Cine
En cine intervino en una cincuentena de títulos, casi siempre en papeles secundarios. Entre los títulos en los que intervino figuran Agustina de Aragón (1950), de Juan de Orduña, con Aurora Bautista, Tempestad en el alma (1950), Balarrasa (1951), Cabaret (1953), Vuelo 971 (1953), Teresa de Jesús (1961), Vamos a contar mentiras (1962), Los derechos de la mujer (1963), Cristo negro (1963), El salario del crimen (1964), Búsqueme a esa chica (1965), donde interpretó al padre de Marisol, Nuevo en esta plaza (1966), el filme ahora de culto Django (1966) de Sergio Corbucci, Hoy como ayer (1966), Las cicatrices (1967) o Los que tocan el piano (1968).
Su registro dramático le llevó a interpretar papeles clave en algunas de las más destacadas películas de José Luis Garci: El crack (1981), Volver a empezar (1982) (ganadora de un Óscar de la Academia estadounidense), El crack II (1983) y Sesión continua (1984), así como en La Colmena (1982), de Mario Camus y Últimas tardes con Teresa (1984), de Gonzalo Herralde.

### Televisión
Fue durante casi treinta años uno de los rostros más habituales de la pequeña pantalla en España, interviniendo en más de quinientos espacios dramáticos. Debutó con la obra El oso, de Chejov. Después vendrían decenas de papeles en los espacios dramáticos de teatro televisado de los años sesenta y setenta, como Primera fila, Novela, Teatro de siempre (1968-1971), Pequeño Estudio (1969-1970), La Comedia Musical Española (1985), de Fernando García de la Vega o sobre todo Estudio 1, donde destacan sus interpretaciones en Tres sombreros de copa (1966), de Mihura, El mercader de Venecia (1967), de Shakespeare, Tío Vania (1969), de Chejov, Doce hombres sin piedad (1973), de Reginald Rose, Misericordia (1977), de Benito Pérez Galdós o Nosotros, ellas y el duende (1979), de Carlos Llopis.
También tuvo papeles destacados en series como Teletipos (1964), Confidencias (1964), Tiempo y hora (1965-1966), Diana en negro (1970) o Cañas y barro (1978), donde dio vida al personaje de Cañamel.

#### Trayectoria en televisión
| - La comedia musical española - Luna de miel en El Cairo (29 de octubre de 1985) - Ana María (26 de noviembre de 1985) - El sobre verde (24 de diciembre de 1985) - Goya (1985) - La comedia - La señorita de Trevélez (24 de enero de 1984) - Un encargo original - Zanja (23 de julio de 1983) - Los desastres de la guerra (1983) - Anillos de oro - Cuando se dan mal las cartas (1 de enero de 1983) - Cañas y barro (1978) - El teatro - La oficina (27 de enero de 1975) - Telecomedia - La oportunidad (16 de noviembre de 1974) - Noche de teatro - La mordaza (26 de julio de 1974) - Buenas noches, señores - Nocturno (28 de junio de 1972) - Ficciones - El cocodrilo (2 de diciembre de 1971) - Hora once - La rosa de la Alhambra (18 de enero de 1971) - Juegos para mayores - Comedor reservado (18 de enero de 1971) - La finca (8 de febrero de 1971) - Las tentaciones - Pas de deux, pas de quatre (26 de octubre de 1970) - Al filo de lo imposible - El coche viejo (27 de julio de 1970) - Diana en negro - La esposa del jugador (9 de enero de 1970) - Pesadilla (30 de enero de 1970) - El cadáver descalzo (8 de mayo de 1970) - Un muerto en cuenta corriente (5 de junio de 1970) - A Las tres en punto (19 de junio de 1970) - La risa española - Genio y figura (11 de abril de 1969) - Usted es Ortiz (16 de mayo de 1969) - Los chorros del oro (30 de mayo de 1969) - Pequeño estudio - La corona de dalias (4 de febrero de 1969) - El carnaval (12 de febrero de 1969) - La coartada (18 de junio de 1969) - El misterio de la estafeta (17 de julio de 1970) - La abuela Raimunda (24 de julio de 1970) - Estudio 1 - El caso de la señora estupenda (26 de enero de 1966) - El rinoceronte (29 de junio de 1966) - Los mosquitos (10 de agosto de 1966) - Europa y el toro (19 de octubre de 1966) - Cuando las nubes cambian de nariz (26 de octubre de 1966) - Los verdes campos del Edén (4 de enero de 1967) - Todos eran mis hijos (1 de febrero de 1967) - La casa de los siete balcones (21 de junio de 1967) - El mercader de Venecia (23 de agosto de 1967) - Legítima defensa (20 de septiembre de 1967) - Los físicos (10 de octubre de 1967) - Corona de amor y muerte (1 de noviembre de 1967) - La rueda (14 de noviembre de 1967) - Son las doce, Doctor Schweitzer (19 de diciembre de 1967) - El landó de seis caballos (4 de junio de 1968) - La pareja (11 de junio de 1968) - El proceso del arzobispo Carranza (1 de abril de 1969) - El acorazado Valiant (6 de mayo de 1969) - El gesticulador (20 de mayo de 1969) - Tío Vania (11 de noviembre de 1969) - La casa (18 de junio de 1970) - Las cartas boca abajo (25 de junio de 1970) - Pedro y Juan (28 de abril de 1972) - El concierto de San Ovidio (19 de enero de 1973) - Doce hombres sin piedad (16 de marzo de 1973) - El canto de la cigarra (1 de junio de 1973) - El ladrón (5 de octubre de 1973) - Doña Clarines (7 de julio de 1975) - Misericordia (25 de abril de 1977) - Trampa para un hombre solo (30 de mayo de 1977) - Tres sombreros de copa (20 de abril de 1978) - La casa (31 de enero de 1979) - Nosotros, ellas y el duende (28 de febrero de 1979) - Los viernes a las seis (16 de mayo de 1979) - El solar de mediacapa (20 de abril de 1980) - La silla número 13 (29 de junio de 1980) - Escuela de mujeres (14 de septiembre de 1980) - La serrana de la vera (10 de marzo de 1981) - Un enemigo del pueblo (29 de mayo de 1981) - El pato silvestre (6 de diciembre de 1982) - El sombrero de copa (21 de agosto de 1984) | - Teatro de siempre - El rey se muere (29 de marzo de 1968) - Mi familia (7 de febrero de 1969) - Mañana te lo diré (26 de noviembre de 1970) - Timón de Atenas (22 de enero de 1971) - Los encuentros - Un vagabundo (15 de julio de 1967) - Dichoso mundo - El otro mundo (19 de junio de 1967) - Historias de hoy - Una noche en el paraíso (7 de marzo de 1967) - Teatro breve - Mañana de sol (11 de septiembre de 1966) - Corazones y diamantes (13 de noviembre de 1980) - La pequeña comedia - El café (25 de junio de 1966) - Cuando los duros se ablandan (30 de agosto de 1966) - Historias para no dormir - El túnel (3 de marzo de 1966) - Tiempo y hora - La cigarra y la hormiga (26 de febrero de 1966) - La vuelta de un hombre (9 de octubre de 1966) - Fábula sin moraleja (30 de octubre de 1966) - Días de haber (1 de enero de 1967) - El abogado de oficio (1 de enero de 1967) - Teatro de humor - La venganza de la Petra (6 de junio de 1965) - Tengo un libro en las manos - El libro de El Escorial (28 de abril de 1964) - Don Carlos (12 de mayo de 1964) - Confidencias - El hombre que trae un pañuelo rojo (7 de febrero de 1964) - Por mamá (20 de marzo de 1964) - La libertad (15 de mayo de 1964) - El visitante (12 de junio de 1964) - Juicio íntimo (17 de julio de 1964) - Las cosas sencillas (17 de octubre de 1964) - A la una y media (20 de diciembre de 1964) - Estudio 3 - Estación 83 (27 de enero de 1964) - La muñeca vieja y fea (30 de enero de 1965) - Sospecha - El caso del viejo del Tíbet (18 de octubre de 1963) - Novela - El caso del visitante (16 de junio de 1963) - Mis últimos cien amores (10 de febrero de 1964) - Premio para un hombre honrado (16 de marzo de 1964) - Un actor para un crimen (16 de noviembre de 1964) - Paso a nivel (8 de febrero de 1965) - Leopoldo (26 de julio de 1965) - Marianela (16 de noviembre de 1965) - El amigo manso (22 de marzo de 1966) - El último pobre (18 de abril de 1966) - El pueblo afortunado (21 de noviembre de 1966) - Cambio de luz (13 de marzo de 1967) - Cincuenta mil pesetas (24 de julio de 1967) - La balada del rey Gaspar (1 de enero de 1968) - Keleidoscopio en K (24 de junio de 1968) - Hay alguien fuera (16 de septiembre de 1968) - Marieta y su familia (28 de abril de 1969) - Aguas estancadas (30 de junio de 1969) - Menos que nada (17 de septiembre de 1973) - La casa de las locas (21 de enero de 1974) - El hombre de los aplausos (10 de enero de 1977) - El hombre, ese desconocido - El detenido (1 de junio de 1963) - Primera fila - Que viene mi marido (17 de mayo de 1963) - La loba (20 de mayo de 1964) - El cero y el infinito (29 de julio de 1964) - La bella desconocida (26 de agosto de 1964) - El canto de la cigarra (23 de diciembre de 1964) - Don José, Pepe y Pepito (20 de enero de 1965) - Los persas (31 de marzo de 1965) - Niebla en el bigote (15 de septiembre de 1965) |

## Premios
Medallas del Círculo de Escritores Cinematográficos
| Año  | Categoría              | Película        | Resultado |
| ---- | ---------------------- | --------------- | --------- |
| 1983 | Mejor actor de reparto | Las autonosuyas | Ganador   |

- Premio Nacional de interpretación dramática (1961).
- Antena de Oro (1962).
- Premio Ondas (Nacionales de televisión). Mejor actor (1965)
- Premio del Sindicato Nacional del Espectáculo (1969) por Sangre en el ruedo.
- TP de Oro (1980) al Mejor Actor, por Estudio 1.